# 小松俊広
小松 俊広（こまつ としひろ、1940年〈昭和15年〉1月13日 - 2023年〈令和5年〉10月8日）は、高知県高知市出身のプロ野球選手（投手）。プロ入りまでの名は小松 敏宏（読み同じ）。

## 来歴・人物
高知商業高等学校では、エースとして1957年の春の選抜に出場。小倉高、八幡商を破り準決勝に進出する。準決勝でも倉敷工の渡辺博文らに3-1で投げ勝つ。しかし決勝では王貞治投手を擁する早稲田実業と対戦し3-5で敗退、準優勝にとどまった。同年夏の南四国大会でも決勝に進出するが高知高に0-1で9回サヨナラ負け、甲子園出場を逸する。この時のチームメイトでは捕手の坂本宏一（大洋）、遊撃手の尾崎靖夫、外野手の倉内顕（西鉄）がプロ入りしている。王、清沢忠彦とともに左腕投手の三羽烏として注目される。 
1958年に巨人入団。1年目から一軍で起用され、4月16日に広島カープを相手に初先発。同年は14試合に登板し、リリーフ、抑え投手として実績をあげる。同年の最終戦で2度目の先発、広島の橋本敬包と投げ合い5回を無失点に抑えるが、打線の援護がなく勝ち星はつかなかった。しかし翌1959年7月2日には大洋ホエールズを相手に先発、鈴木隆との左腕対決となるが、5回2/3を2失点に抑え初勝利を挙げる。将来を期待されたが、その後は故障もあって伸び悩み、1962年限りで引退した。
引退後は巨人のチーム付スコアラー（1963年 - 1964年, 1984年 - 1985年）、先乗りスコアラー（1965年 - 1983年）に回り、公式戦での対戦相手のデータを調査し、巨人首脳陣、王貞治や長嶋茂雄ら主力選手に提供する役目を担うなどし、巨人軍V9を支えた、いわば先乗りスコアラーの元祖とも言える人物でもあった。
2023年10月8日に川崎市内の病院で死去した。83歳没。

## 詳細情報

### 年度別投手成績
| 年 度     | 球 団     | 登 板 | 先 発 | 完 投 | 完 封 | 無 四 球 | 勝 利 | 敗 戦 | セ 丨 ブ | ホ 丨 ル ド | 勝 率 | 打 者 | 投 球 回 | 被 安 打 | 被 本 塁 打 | 与 四 球 | 敬 遠 | 与 死 球 | 奪 三 振 | 暴 投 | ボ 丨 ク | 失 点 | 自 責 点 | 防 御 率 | W H I P |
| --------- | --------- | ----- | ----- | ----- | ----- | -------- | ----- | ----- | -------- | ----------- | ----- | ----- | -------- | -------- | ----------- | -------- | ----- | -------- | -------- | ----- | -------- | ----- | -------- | -------- | ------- |
| 1958      | 巨人      | 14    | 2     | 0     | 0     | 0        | 0     | 0     | --       | --          | ----  | 140   | 31.2     | 20       | 1           | 26       | 0     | 0        | 23       | 5     | 0        | 13    | 7        | 1.97     | 1.45    |
| 1959      | 巨人      | 11    | 3     | 0     | 0     | 0        | 1     | 1     | --       | --          | .500  | 126   | 29.0     | 23       | 3           | 18       | 0     | 0        | 35       | 2     | 0        | 14    | 14       | 4.34     | 1.41    |
| 1960      | 巨人      | 10    | 1     | 0     | 0     | 0        | 0     | 1     | --       | --          | .000  | 76    | 18.0     | 14       | 1           | 10       | 0     | 0        | 14       | 0     | 0        | 11    | 9        | 4.50     | 1.33    |
| 通算：3年 | 通算：3年 | 35    | 6     | 0     | 0     | 0        | 1     | 2     | --       | --          | .333  | 342   | 78.2     | 57       | 5           | 54       | 0     | 0        | 72       | 7     | 0        | 38    | 30       | 3.42     | 1.41    |

### 記録
- 初登板：1958年4月6日、対国鉄スワローズ3回戦（後楽園球場）、7回表に3番手で救援登板・完了、3回無失点
- 初先発登板：1958年4月16日、対広島カープ2回戦（広島市民球場）、2回2/3を1失点（自責点0）で勝敗つかず
- 初勝利・初先発勝利：1959年7月2日、対大洋ホエールズ11回戦（後楽園球場）、5回2/3を2失点

### 背番号
- 45（1958年 - 1961年途中）
- 47（1961年途中 - 1962年）